# Dádesz-szurdok

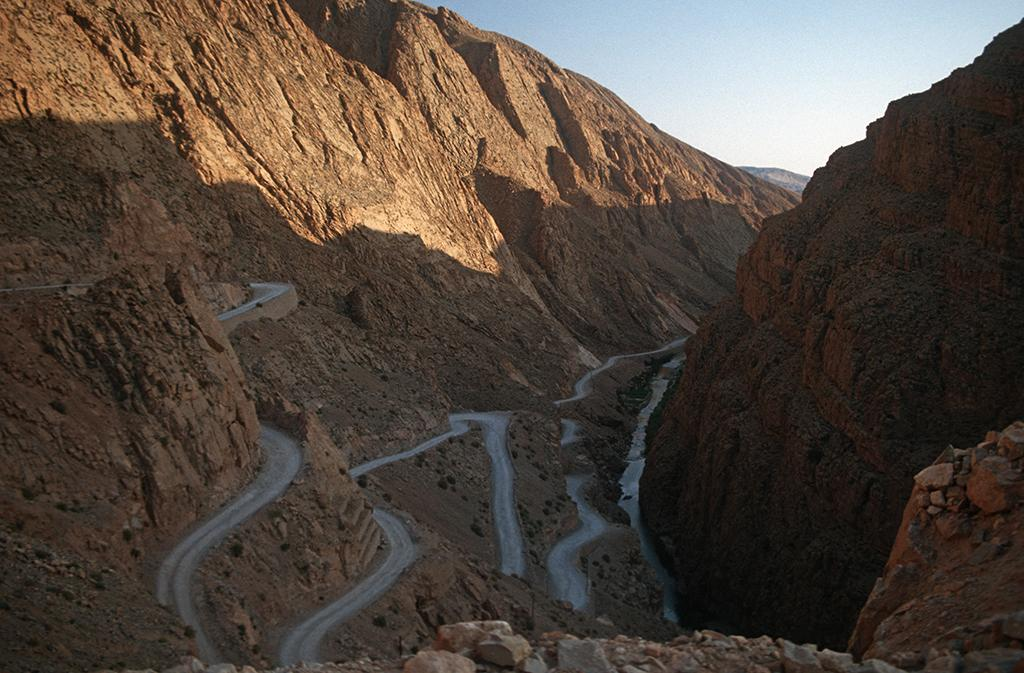
Dadès-szurdok

A Dádesz-szurdok (arab: مضايق دادس ; francia: Gorges du Dadès [ɡɔʁʒ(ə) dy dadɛs]) az Atlasz-hegységben fekvő szurdok az észak-afrikai Marokkóban.
A szurdokot a Magas-Atlasz csúcsai között folyó Dádesz (Dadès) vájta ki. A folyó a Magas-Atlaszban ered, mintegy 350 kilométerre délnyugatra folyik, mielőtt a Szahara peremén csatlakozik a Draa folyóhoz. 
Az év nagy részében a Dádesz (Dadès) viszonylag gyenge áramlású, kicsi folyó, a terület száraz éghajlata miatt. Időnként, egy vihar után azonban nagy mennyiségű víztömeg folyhat le, hatalmas árral.
A Dádesz folyó mentén, a szurdok közelében a berberek kaszbákat építettek védelmi célokkal.